# Tim Dodd
Pour les articles homonymes, voir Dodd.
Tim Dodd (né le 27 février 1985), également connu sous le nom de The Everyday Astronaut, est un vulgarisateur scientifique, photographe et musicien,,,. Après être devenu populaire avec sa série de photos sur le thème de l'espace, Dodd a été embauché par le site internet Spaceflight Now pour photographier le lancement de la mission cargo CRS-3 de SpaceX vers la Station spatiale internationale le 18 avril 2014, puis le vol d'essai EFT-1 du véhicule Orion de la NASA le 5 décembre 2014, le lancement du GPS 2F-9 de l'United States Air Force, et la mission OA-6 de la NASA le 23 mars 2016. Il dirige actuellement sa propre chaîne sur YouTube où il couvre les activités liées à l'espace, y compris la diffusion en direct des lancements, des explications sur la technologie de lancement spatial et plusieurs entretiens avec des professionnels de l'industrie des lancements. Il a eu deux entretiens avec Elon Musk. Il a également fait partie du podcast Our Ludicrous Future avec Joe Scott, de la chaîne YouTube Answers with Joe, et Ben Sullins, de la chaîne YouTube du même nom.

## The Everyday Astronaut
Dodd a travaillé comme mécanicien de motos et photographe, où sa principale source de revenus était la photographie de mariage. Son emploi du temps de photographie lui permettait beaucoup de temps libre, et il a commencé à utiliser ce temps libre pour s'impliquer dans la photographie de fusée. 
En 2013, il a acheté une combinaison de vol à haute altitude orange russe dans une vente aux enchères en ligne et a ensuite pris des photos de lui dans la combinaison lors d'un lancement de fusée en 2014 à Cape Canaveral, comme une plaisanterie,.   Fin 2016, il est devenu insatisfait de la photographie comme principal moyen de subsistance, et a continué à développer son personnage Internet « The Everyday Astronaut » sur Instagram et Twitter. En 2017, il a créé une chaîne YouTube couvrant l'éducation aux vols spatiaux, et c'est devenu son occupation principale. En mai 2021, cette chaîne a dépassé le million d'abonnés.
En 2019, des autocollants Everyday Astronaut ont été emportés jusqu'à la Station spatiale internationale et photographiés flottant dans la cupola. Début octobre 2019, il a publié des interviews vidéo exclusives avec Elon Musk de SpaceX et de l'administrateur de la NASA de l'époque, Jim Bridenstine qui ont récolté beaucoup de vues sur YouTube.
Il a déclaré que son slogan et son objectif sont « amener l'espace sur Terre pour les gens ordinaires ».
Il est sélectionné pour faire partie de l'équipage de Projet DearMoon.

## Vie personnelle
Dodd vient de l'état de l'Iowa. Il y vit actuellement et y possède un studio. Il est également propriétaire d'un deuxième studio à Boca Chica au Texas, (appelé de manière appropriée « MARS Studio B (Martian Aerospace Reconnaissance Studio) » pour diffuser les vols d'essai du Starship . Ce deuxième studio est à seulement huit kilomètres du site de SpaceX's Boca Chica. Son site Web, everydayastronaut.com, présente des articles et des informations sur les événements à venir liés aux vols spatiaux, qui sont écrits par Dodd ainsi que certains membres du personnel de sa chaîne. Le site propose également un magasin de marchandises proposant des vêtements et des accessoires inspirés des vols spatiaux et de Mars, ainsi que des tirages de ses photographies. Dodd est également un compositeur de musique et a sorti un album, intitulé Maximum Aerodynamic Pressure, et un EP, intitulé 27 Merlins (intitulé en référence aux 27 moteurs Merlin du Falcon Heavy), dont la musique était écrite pour suivre la séquence d'événements dans le test de lancement de la fusée Falcon Heavy de SpaceX.